# Т. Х. Уайт
Терънс Ханбъри Уайт (на английски: Terence Hanbury White) е английски поет и писател, автор на произведения в жанровете фентъзи, исторически роман, приключенски роман, детска литература, сатира и документалистика. Пише под псевдонимите Т. Х. Уайт (на английски: T. H. White) и Джеймс Астън (James Aston).

## Биография и творчество
Терънс Ханбъри Уайт е роден на 29 май 1906 г. в Бомбай, Британска Индия, в семейството на служителя в индийската полиция Гарик Уайт и Констанс Астън. Баща му е алкохолик и родителите му се разделят, когато е 5-годишен, и се развеждат когато е 14-годишен. Отгледан е от роднини и учи в държавния колеж Челтнъм в Глостършир, където е третиран строго. Следва английска филология в Куинс Колидж на Кеймбриджкия университет, който завършва през 1928 г. с дипломна работа по романа „Смъртта на Артур“ от Томас Малори. След дипломирането си пише поезия и проза. В периода 1930 – 1936 г. преподава английски в училище „Стоу“ в Бъкингамшир.
През 1936 г. той публикува мемоара си „England Have My Bones“ (Англия има моите кости) представяйки една година от живота си в Англия. Същата година напуска работата си и се посвещава на писателската си кариера, живеейки и пишейки в малка къщичка като отшелник.
Първият му роман „Мечът в камъка“ от фентъзи поредицата „Веднъж и завинаги крал“ е издаден през 1938 г. Историята проследява вълнуващото детство на бъдещия владетел крал Артур, като започва с първата му среща с магьосника Мерлинн и завършва със знаменитата му коронация. Поредицата му носи световна известност. През 1963 г. книгата е екранизирана в едноименния анимационен филм, а през 1967 г. поредицата е адаптирана във филма „Камелот“ с участието на Ричард Харис, Ванеса Редгрейв и Франко Неро.
Премества се през 1939 г. в Дулистаун, Ирландия, и по време на Втората световна война изживява годините на конфликта там като противник по съвест.
През 1946 г. се установява в Олдърни, третият по големина остров от Нормандските острови в Ламанша, където живее до края на живота си. Там пише и детската книга „Mistress Masham's Repose“ (Почивката на господарката Машам), история за младо момиче, което открива група лилипути. В следващите години пише книги с най-различна тематика – от научна фантастика до документална проза, научни трудове и романи за деца.
Терънс Ханбъри Уайт умира от инфаркт на 17 януари 1964 г. в Пирея, Гърция, докато пътува на кораб за изнасяне на лекции.
Литературният му архив се съхранява в Тексаския университет в Остин.

## Произведения

### Самостоятелни романи
- Darkness at Pemberley (1932)
- First Lesson (1932) – като Джеймс Астън
- They Winter Abroad (1932) – като Джеймс Астън
- Farewell Victoria (1933)
- Earth Stopped (1934)
- Gone to Ground (1935)
- Mistress Masham's Repose (1946)
- The Elephant and the Kangaroo (1947)
- The Book of Beasts (1954)
- The Master (1957)

### Серия „Веднъж и завинаги крал“ (Once and Future King)
1. The Sword in the Stone (1938)
Мечът в камъка във „Веднъж и завинаги крал т.1“, изд.: ИК „Изток-Запад“, София (2018), прев. Елена Павлова
2. The Witch in the Wood (1939) – издаден и като „The Queen of Air and Darkness“
Кралицата на вятъра и мрака във „Веднъж и завинаги крал т.1“, изд.: ИК „Изток-Запад“, София (2018), прев. Елена Павлова
3. The Ill-made Knight (1940)
4. The Candle in the Wind (1940)
5. The Book of Merlyn (1977) – посмъртно

### Сборници
- Loved Helen (1929) – поезия
- A Joy Proposed (1980) – поезия
- The Maharajah (1981)

### Документалистика
- England Have My Bones (1936)
- The Age of Scandal (1950)
- The Goshawk (1951)
- Scandalmonger (1952)
- The Godstone and the Blackymore (1959)
- America At Last (1965)
- The White / Garnett Letters (1968) – с Дейвид Гарнет
- Letters to a Friend (1982)

### Екранизации
- 1963 Мечът в камъка, The Sword in the Stone – пълнометражен анимационен филм на Уолт Дисни
- 1966 The Master – тв сериал, 6 епизода
- 1967 Камелот, Camelot – по „Веднъж и завинаги крал“, с Ричард Харис, Ванеса Редгрейв, Франко Неро
- 1968 The Goshawk – документален
- 2008 Live from Lincoln Center – тв сериал, 1 епизод

## Книги за писателя
- T H White (1967) – от Силвия Таунсенд Уорнър